# Quinto gigante gaseoso
El quinto gigante de gas es un planeta hipotético fruto del intento por explicar las aparentes inconsistencias en la etapa de formación del sistema solar. Aparte de Júpiter, Saturno, Urano y Neptuno; los teóricos sostienen que hubo una vez un quinto gigante de gas, que fue expulsado del sistema solar en su período de formación.

## Antecedentes
Las teorías actuales de formación planetaria no permiten la formación y desarrollo de Urano y Neptuno en su posición actual, sino que se afirma que el disco primordial de gas y polvo que formó el sistema solar sería demasiado difuso y no podrían condensarse estos gigantes helados. Por lo tanto, la teoría conjetura que el sistema solar primitivo era más compacto que en la actualidad, y los planetas emigraron a sus posiciones actuales en forma de gas y polvo implicados en su formación e incorporados en ellos.

## Hipotético gigante de hielo adicional transaturnino
Sin embargo, las simulaciones por ordenador indican que el proceso de la migración debería haber desplazado a Urano o Neptuno. De acuerdo con David Nesvorny del Instituto de Investigación Southwest de Boulder (Colorado), originalmente había un tercer gigante de hielo entre las órbitas de Saturno y Urano que fue expulsado de la energía solar del sistema después y en un encuentro cercano con Júpiter se colgó en el espacio interestelar. La hipótesis es explorada en el papel de Nesvorney del Astrophysical Journal Letters. 
En 2007, Eric B. Ford (Centro Harvard-Smithsoniano de Astrofísica) y Eustace Chiang (Centro de Ciencia Planetaria Integral, Universidad de California en Berkeley) presentó un documento similar en la revista, con el argumento de la presencia de un objeto tan hipotético como un mecanismo explicativo de las dificultades anteriores en las teorías actuales de formación planetaria.
Puede que haya habido más de un gigante de hielo involucrado en el proceso descrito anteriormente, aunque la reconstrucción de Nesvorny de la presencia del quinto gigante de hielo parece ofrecer mejores perspectivas para la aparición final de un sistema solar configurado tal como es ahora.

## Quinto gigante gaseoso y la formación de planetas terrestres
Nesvorny sostiene que su hipótesis también es responsable de la supervivencia de los planetas terrestres del interior del sistema solar (Mercurio, Venus, Tierra y Marte) así como posibles protoplanetas adicionales que se perdieron en el período inicial de formación de planetas debido a las colisiones o acreción con otros cuerpos. En este marco, Júpiter perdió su momento angular cuando se lanzó el quinto gigante de gas del sistema solar, lo que llevó a Júpiter a alejarse de la vecindad del Sol, lo que garantiza la estabilidad y la supervivencia de los planetas interiores y causó la turbulencia dentro del cinturón de Kuiper y la nube de Oort en ruta fuera del sistema solar. Esto puede haber llevado a la  intensiva ola de impactos de asteroides y cometas en el Sistema Solar interior, dando como resultado la formación de cráteres en los planetas y lunas. Este período es conocido como el bombardeo intenso tardío y se produjo hace 3900 millones de años.
El paradero del quinto gigante de gas hipotético actualmente se desconoce, aunque de acuerdo con Takahiro Sumi de Universidad de Osaka, existen otros planetas vagabundos observables en el espacio interestelar lejos de otras estrellas.

## Nombre debatido
De acuerdo con Nesvorny, otros han sugerido varios nombres para el quinto gigante hipotético de hielo como Hades, el dios griego del inframundo; Liber, el dios romano del vino y un cognado de Dionisio y Baco, y Mefitis, la diosa romana de gases tóxicos. Otra sugerencia es "Cosa 1" en el libro infantil Cat in the Hat de Dr. Seuss.